# Micrulia medioplaga
Micrulia medioplaga là một loài bướm đêm trong họ Geometridae.